# Leichtathletik-Europameisterschaften 1986/Hochsprung der Männer

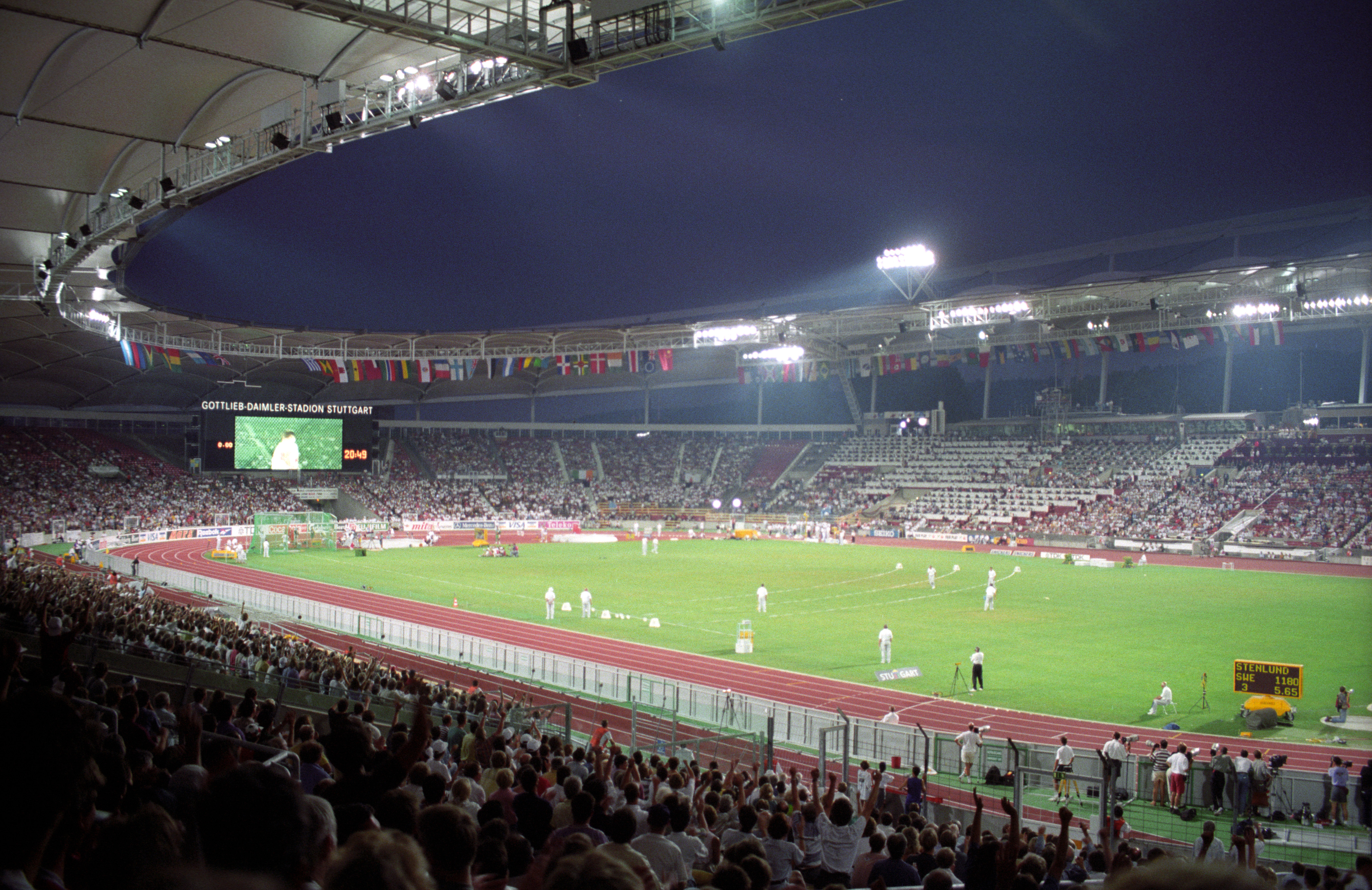
Das Stuttgarter Neckarstadion (heute MHPArena) bei den Leichtathletik-Weltmeisterschaften 1993

Der Hochsprung der Männer bei den Leichtathletik-Europameisterschaften 1986 wurde am 30. und 31. August 1986 im Stuttgarter Neckarstadion ausgetragen.
In diesem Wettbewerb gab es einen Doppelsieg für die sowjetischen Hochspringer. Europameister wurde Weltrekordinhaber Igor Paklin. Er gewann vor Sergei Maltschenko. Carlo Thränhardt aus der Bundesrepublik Deutschland errang die Bronzemedaille.

## Rekorde

### Bestehende Rekorde
| Weltrekord           | 2,41 m | Igor Paklin            | Kōbe, Japan               | 4. September 1985  |
| Europarekord         | 2,41 m | Igor Paklin            | Kōbe, Japan               | 4. September 1985  |
| Meisterschaftsrekord | 2,30 m | Wladimir Jaschtschenko | EM Prag, Tschechoslowakei | 2. September 1978  |
| Meisterschaftsrekord | 2,30 m | Dietmar Mögenburg      | EM Athen, Griechenland    | 11. September 1982 |

### Rekordverbesserungen
Der bestehende EM-Rekord wurde zunächst um einen Zentimeter gesteigert und zweimal egalisiert. Anschließend gab es nochmalige Verbesserung um weitere drei Zentimeter:
- 2,31 m (Verbesserung) – Igor Paklin (Sowjetunion), Finale am 31. August (erster Versuch)
- 2,31 m (Egalisierung) – Sergei Maltschenko (Sowjetunion), Finale am 31. August (dritter Versuch)
- 2,31 m (Egalisierung) – Carlo Thränhardt (BR Deutschland), Finale am 31. August (dritter Versuch)
- 2,34 m (Verbesserung) – Igor Paklin (Sowjetunion), Finale am 31. August (dritter Versuch)

## Qualifikation
30. August 1986, 10:00 Uhr
Siebzehn Wettbewerber traten in zwei Gruppen zur Qualifikationsrunde an. Neun von ihnen (hellblau unterlegt) übertrafen die Qualifikationshöhe für den direkten Finaleinzug von 2,26 m. Damit war die Mindestzahl von zwölf Finalteilnehmern nicht erreicht. Das Finalfeld wurde mit den fünf nächstplatzierten Sportlern aufgefüllt, die 2,23 m überquert hatten (hellgrün unterlegt). So gingen insgesamt vierzehn Hochspringer am darauffolgenden Tag ins Finale. Damit schieden nur drei Athleten, die unterhalb von 2,23 m geblieben waren,  aus.

### Gruppe A
| Platz | Name                   | Nation           | Höhe (m) |
| ----- | ---------------------- | ---------------- | -------- |
| 1     | Gerd Wessig            | DDR              | 2,26     |
| 2     | Carlo Thränhardt       | BR Deutschland   | 2,26     |
| 3     | Geoff Parsons          | Großbritannien   | 2,26     |
| 4     | Igor Paklin            | Sowjetunion      | 2,26     |
| 5     | Ján Zvara              | Tschechoslowakei | 2,26     |
| 6     | Eugen-Cristian Popescu | Rumänien         | 2,23     |
| 8     | Sorin Matei            | Rumänien         | 2,23     |
| 9     | Markus Einberger       | Österreich       | 2,10     |

### Gruppe B
| Platz | Name                | Nation         | Höhe (m) |
| ----- | ------------------- | -------------- | -------- |
| 1     | Waleri Sereda       | Sowjetunion    | 2,26     |
| 2     | Dietmar Mögenburg   | BR Deutschland | 2,26     |
| 2     | Patrik Sjöberg      | Schweden       | 2,26     |
| 4     | Krzysztof Krawczyk  | Polen          | 2,26     |
| 5     | Sergei Maltschenko  | Sowjetunion    | 2,23     |
| 5     | Georgi Dakow        | Bulgarien      | 2,23     |
| 7     | Bernhard Bensch     | BR Deutschland | 2,23     |
| 8     | Constantin Militaru | Rumänien       | 2,19     |
| 9     | Roland Dalhäuser    | Schweiz        | 2,19     |

## Legende
Kurze Übersicht zur Bedeutung der Symbolik – so üblicherweise auch in sonstigen Veröffentlichungen verwendet:
| CR | Championshiprekord |
| e  | egalisiert         |
| –  | verzichtet         |
| o  | übersprungen       |
| x  | ungültig           |

## Finale
31. August 1986, 13:30 Uhr
| Platz | Name                   | Nation           | Resultat (m) | 2,07 m | 2,12 m | 2,17 m | 2,21 m | 2,25 m | 2,28 m | 2,31 m  | 2,34 m | 2,38 m |
| 1     | Igor Paklin            | Sowjetunion      | 2,34 CR      | –      | –      | –      | o      | o      | –      | o CR    | xxo CR | xxx    |
| 2     | Sergei Maltschenko     | Sowjetunion      | 2,31000      | –      | –      | o      | o      | o      | xo     | xxo CRe | xxx    |        |
| 3     | Carlo Thränhardt       | BR Deutschland   | 2,31000      | –      | –      | –      | xo     | –      | xo     | xxo CRe | xxx    |        |
| 4     | Dietmar Mögenburg      | BR Deutschland   | 2,28000      | –      | –      | –      | o      | –      | o      | xxx     |        |        |
| 5     | Krzysztof Krawczyk     | Polen            | 2,28000      | –      | o      | o      | o      | o      | xo     | xxx     |        |        |
| 6     | Patrik Sjöberg         | Schweden         | 2,25000      | –      | –      | –      | o      | o      | xxx    |         |        |        |
| 7     | Gerd Wessig            | DDR              | 2,25000      | –      | o      | o      | o      | xo     | xxx    |         |        |        |
| 7     | Eugen-Cristian Popescu | Rumänien         | 2,25000      | –      | o      | o      | o      | xo     | xxx    |         |        |        |
| 9     | Geoff Parsons          | Großbritannien   | 2,21000      | –      | o      | o      | o      | xxx    |        |         |        |        |
| 9     | Ján Zvara              | Tschechoslowakei | 2,21000      | –      | o      | o      | o      | xxx    |        |         |        |        |
| 11    | Bernhard Bensch        | BR Deutschland   | 2,17000      | o      | o      | o      | xxx    |        |        |         |        |        |
| 11    | Waleri Sereda          | Sowjetunion      | 2,17000      | –      | –      | o      | –      | xxx    |        |         |        |        |
| 11    | Georgi Dakow           | Bulgarien        | 2,17000      | –      | o      | o      | xxx    |        |        |         |        |        |
| 14    | Sorin Matei            | Rumänien         | 2,12000      | –      | xo     | –      | xxx    |        |        |         |        |        |

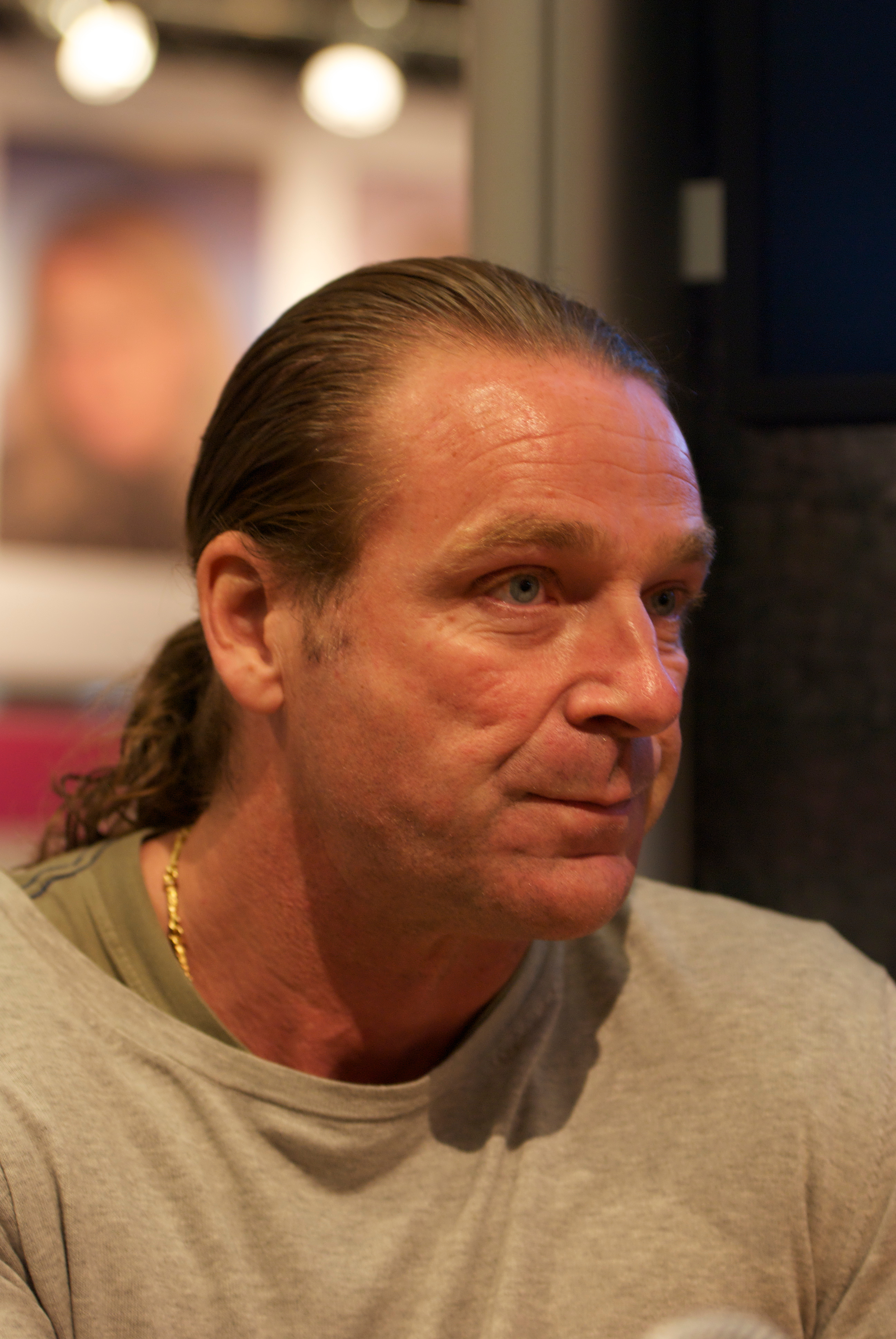
Der Olympiazweite von 1984 Patrik Sjöberg wurde Sechste
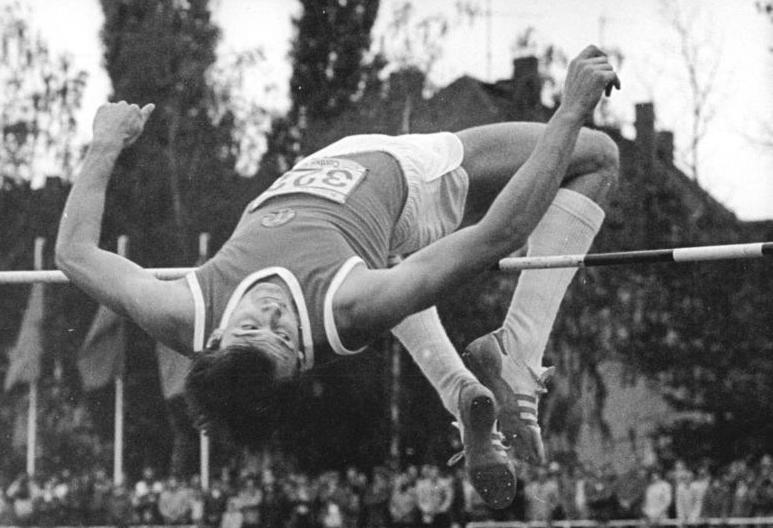
Gerd Wessig, Olympiasieger 1980, belegte Rang sieben
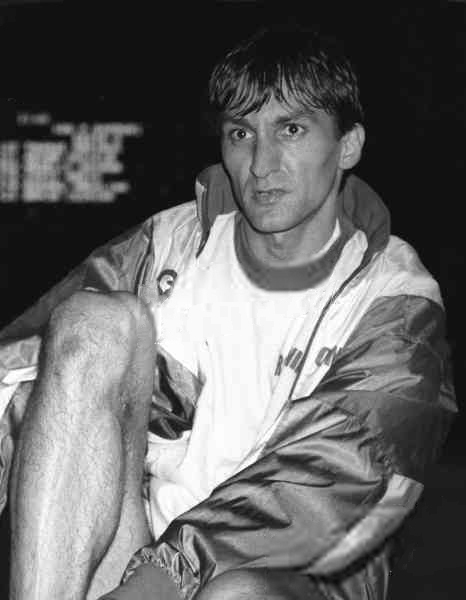
Vor vier Jahren noch in der Qualifikation ausgeschieden erreichte Sorin Matei hier das Finale und kam auf den vierzehnten Platz

## Videolinks
- 548 European Track and Field 1986 High Jump Men Igor Paklin, www.youtube.com, abgerufen am 14. Dezember 2022
- 530 European Track and Field 1986 High Jump Men Carlo Thranhardt, www.youtube.com, abgerufen am 14. Dezember 2022